# Czuchwierkient
Czuchwierkient (ros. Чухверкент) – wieś w Rosji, w Dagestanie, w rejonie sulejman-stalskim. W 2010 liczyła 898 mieszkańców, głównie Lezginów.